# 核糖醇2-脱氢酶
核糖醇2-脱氢酶（英語：ribitol 2-dehydrogenase，EC 1.1.1.56 （页面存档备份，存于））是一种以NAD+或NADP+为受体、作用于供体CH-OH基团上的氧化还原酶，化学式为：C1700H2731O492N467S19。这种酶能催化以下酶促反应：
核糖醇 + NAD+ {\displaystyle \rightleftharpoons } D-核酮糖 + NADH + H+
核糖醇2-脱氢酶主要参与戊糖和葡萄糖醛酸之间的转化过程。